# Koppeltisch

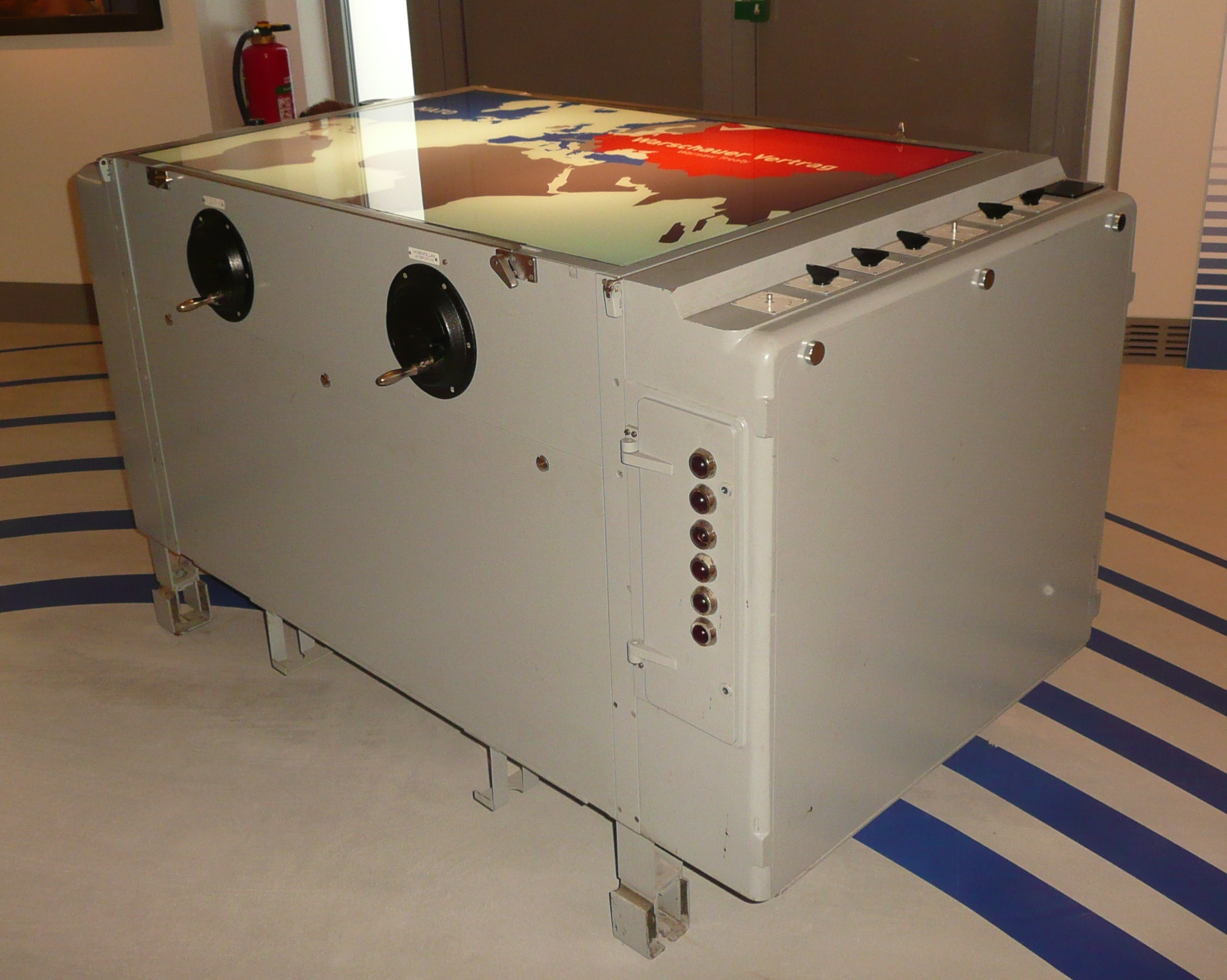
Plotttisch der deutschen Bundesmarine

Ein Koppeltisch (auch Plotttisch) ist ein Hilfsmittel zur Navigation von Schiffen. In seiner Grundform ist es ein Kartentisch, auf dem der gekoppelte Kurs mit Hilfe von Winkelmessern und Linealen auf Seekarten übertragen wird. 
1911 brachte Anschütz & Co den ersten automatischen Koppeltisch auf den Markt, der die Informationen eines Kreiselkompasses und der Fahrtmessanlage automatisch von der Rückseite auf eine aufgelegte Karte projizierte. Die Informationen für den Koppeltisch wurden im Laufe der Zeit mit Radar- und Funknavigationsdaten ergänzt (siehe auch ARPA-Anlage) und damit immer zuverlässiger. 
In der Gegenwart wurde der Koppeltisch weitgehend durch GPS-gestützte digitale Navigationshilfen oft in Verbindung mit Trägheitsnavigationseinrichtungen ersetzt. Er ist jedoch als Ersatzsystem in der Regel noch vorhanden.